# إعلان بكين 2024
اعلان بكين لإنهاء الانقسام وتعزيز الوحدة الوطنية الفلسطينية البيان المعروف باسم إعلان بكين هو اتفاق تم توقيعه في 23 يوليو 2024 بين 14 فصيلاً فلسطينياً مختلفاً، بما في ذلك فتح وحماس، كجزء من عملية المصالحة بين الفصيلين في نزاع بدأ بعد الانتخابات التشريعية الفلسطينية عام 2006 وتضمن سيطرة حماس على غزة في عام 2007.

## خلفية
بعد اندلاع الحرب بين إسرائيل وحماس في أكتوبر 2023، تقدمت القوات الإسرائيلية إلى داخل قطاع غزة. أدت هذه الأزمة إلى دفع السلطة الفلسطينية وقيادة حماس لمحاولة التوصل إلى اتفاق جديد بشأن حكومة وحدة وطنية بهدف وضع خطة عمل مشتركة لإعادة إعمار قطاع غزة في المستقبل. ولم يتم تنفيذ مثل هذه الاتفاقات السابقة بالكامل. فتح وحماس هما حالياً أكبر فصيلين فلسطينيين. تأسست فتح في عام 1959، وهي العضو الرئيسي في منظمة التحرير الفلسطينية (م.ت.ف)، التي تعد منظمة جامعة تضم عدة حركات. تتبنى فتح موقفاً معتدلاً تجاه الصراع مع إسرائيل، حيث تدعم حل الدولتين، بحيث يتم بناء الدولة الفلسطينية على الضفة الغربية وقطاع غزة، مع جعل القدس الشرقية عاصمة لها. من ناحية أخرى، حماس هي حركة إسلامية سنية تأسست عام 1987 وتدعو إلى تدمير إسرائيل. ومع ذلك، فقد قبلت حماس في السنوات الأخيرة بفكرة إقامة دولة فلسطينية على الضفة الغربية وقطاع غزة كحل مؤقت للصراع.

## المفاوضات
قدمت حكومة جمهورية الصين الشعبية للفصائل الفلسطينية مساعيها الحميدة لمحاولة التوصل إلى اتفاق، وفي يوليو 2024، اجتمع ممثلو 14 منظمة فلسطينية في بكين، الصين، وفي 23 يوليو توصلوا إلى اتفاق جديد بشأن حكومة وحدة وطنية. أبرز ما في الاتفاق هو خطة لتشكيل حكومة مؤقتة للمصالحة الوطنية تتولى إدارة قطاع غزة بعد الحرب مع إسرائيل، بالإضافة إلى الضفة الغربية، كما صرح وزير الخارجية الصيني وانغ يي.
شهدت المفاوضات حضور ممثلين من مصر والجزائر والسعودية وقطر والأردن وسوريا ولبنان وروسيا وتركيا.

## الاتفاق
وفقاً للإعلان، اتفقت الفصائل على تحقيق "وحدة فلسطينية وطنية شاملة تشمل جميع الفصائل الفلسطينية تحت إطار منظمة التحرير الفلسطينية، والالتزام بإقامة دولة فلسطينية مستقلة تكون القدس عاصمتها وذلك بمساعدة مصر والجزائر والصين وروسيا". كما شدد الإعلان على حق الشعب الفلسطيني في مقاومة الاحتلال الإسرائيلي وفقاً للقوانين الدولية وميثاق الأمم المتحدة، ومنع أي محاولات لتهجير الفلسطينيين من أراضيهم.